# Boczeń nastroszony
Boczeń nastroszony (Pleurochaete squarrosa (Brid.) Lindb.) – gatunek mchu należący do rodziny płoniwowatych (Pottiaceae).

## Rozmieszczenie geograficzne
Występuje na suchych obszarach Europy Południowej. W Polsce gatunek bardzo rzadki.

## Morfologia
PokrójDarnie zielone lub zielonawożółte.
Budowa gametofituŁodyżki o długości 2–8 cm, żółtawoczerwone. Listki o długości 3 mm, lancetowate, zaostrzone, w stanie suchym bardzo kędzierzawe, w stanie wilgotnym odstające od łodygi. Zwężona część liścia na brzegu płaska, u góry nierówno ząbkowana. Żebro tęgie, dochodzi do szczytu liścia lub wychodzi jako krótki kolec.
Budowa sporofituPuszka prosta lub nieco zgięta, stoi na bocznych gałązkach (gatunek bocznozarodniowy). Seta czerwonawożółta.

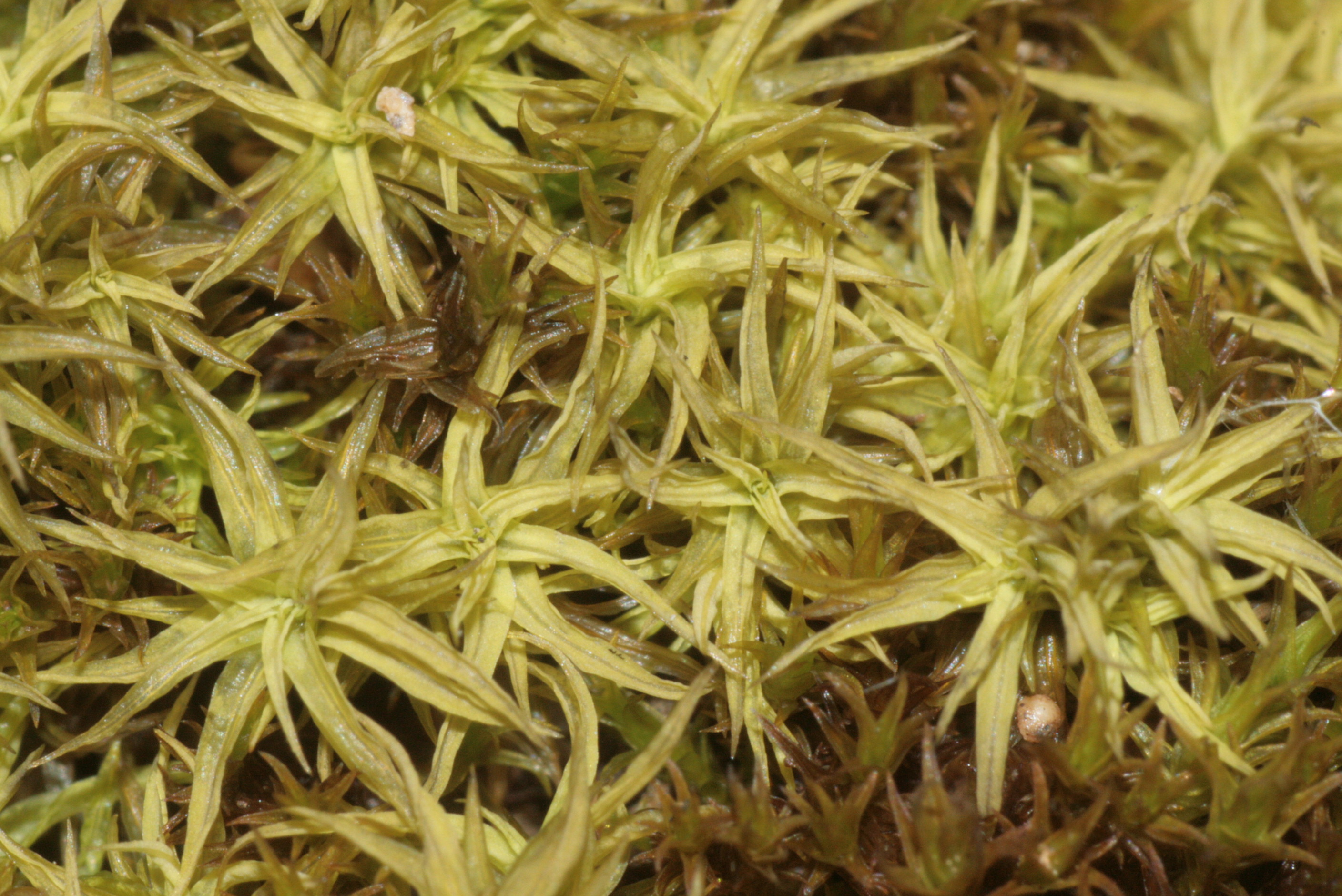
Łodyżki z listkami
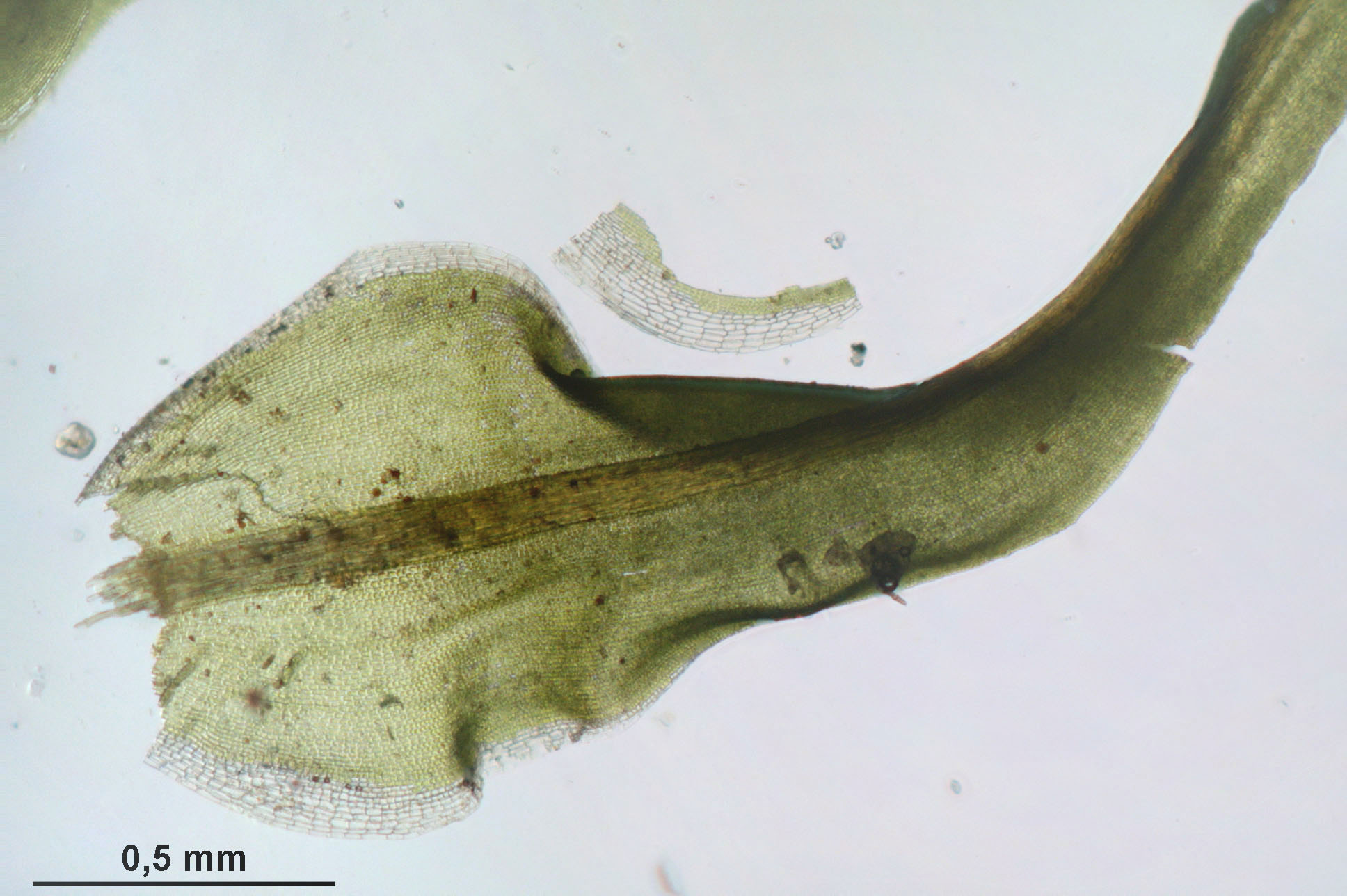
Listek
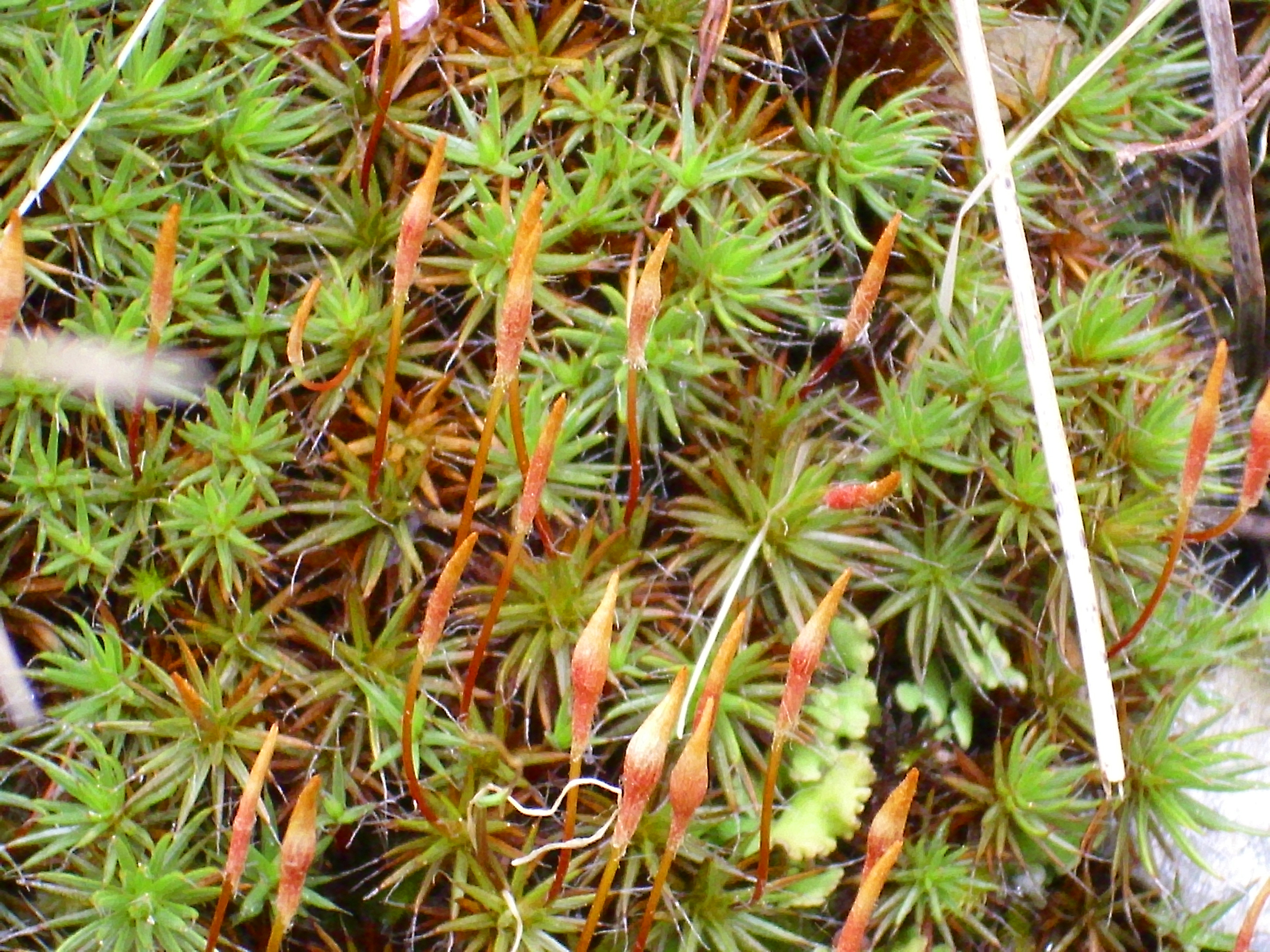
Sety i puszki sporotifu

## Ekologia
Żyje na suchej, wapiennej glebie, w murawach kserotermicznych na wapieniu i na wydmach piaszczystych, na ogół w pobliżu dużych rzek.

## Systematyka i nazewnictwo
Po raz pierwszy gatunek został opisany w 1827 roku pod nazwą Barbula squarrosa Brid. (basionym) w Bryol. Univ. 1: 833. 1827.
Synonimy: Barbula riebeckii Müll. Hal., Tortella elkantarensis Thér. & Trab., Tortella squarrosa (Brid.) Limpr., Tortula squarrosa (Brid.) De Not.

## Ochrona
Od 2004 roku roślina objęta ochroną gatunkową w Polsce, początkowo ochroną ścisłą, od 2014 r. ochroną częściową.